# Thrustmaster

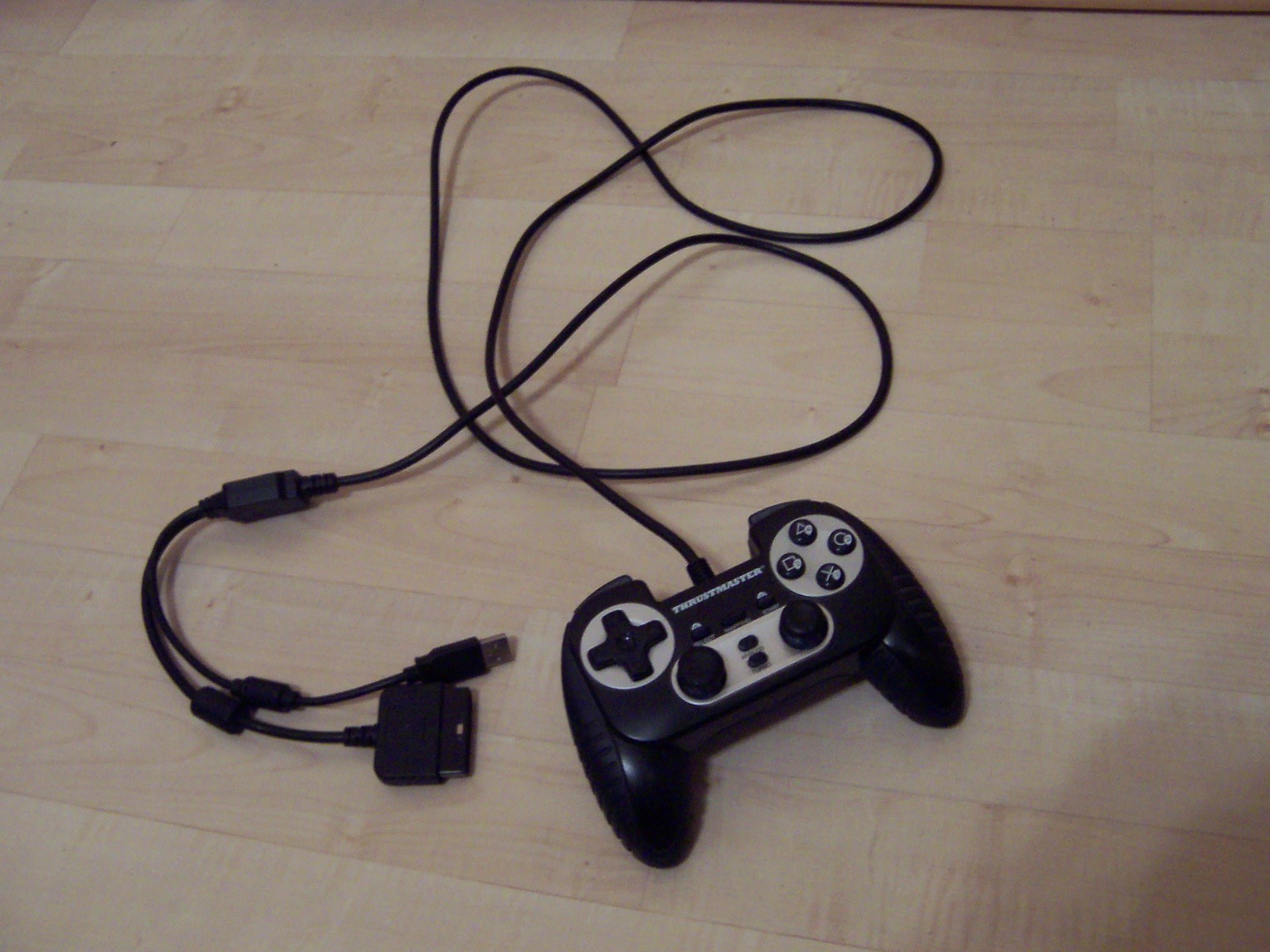
Thrustmaster 2 in 1-Dualtrigger voor pc en de PlayStation 2

Thrustmaster is een Frans bedrijf dat joysticks en boxensets voor onder andere de computer en spelcomputers vervaardigt.

## Historie
Thrustmaster werd opgericht in 1992 en ging zich richten op accessoires voor de computer en spelcomputers. Het bedrijf werd in 1999 overgenomen door Guillemot Corporation. Het was de bedoeling om betere joysticks te maken dan die er op dat moment op de markt waren, met het doel om gamers een nieuwe beleving van hun spel te geven. Later ging Thrustmaster zich ook richten op andere elektronica, zoals opladers en audioapperatuur. Ook maken ze racesturen die o.a. met de Playstation gebruikt kunnen worden.